# Vládní vojsko

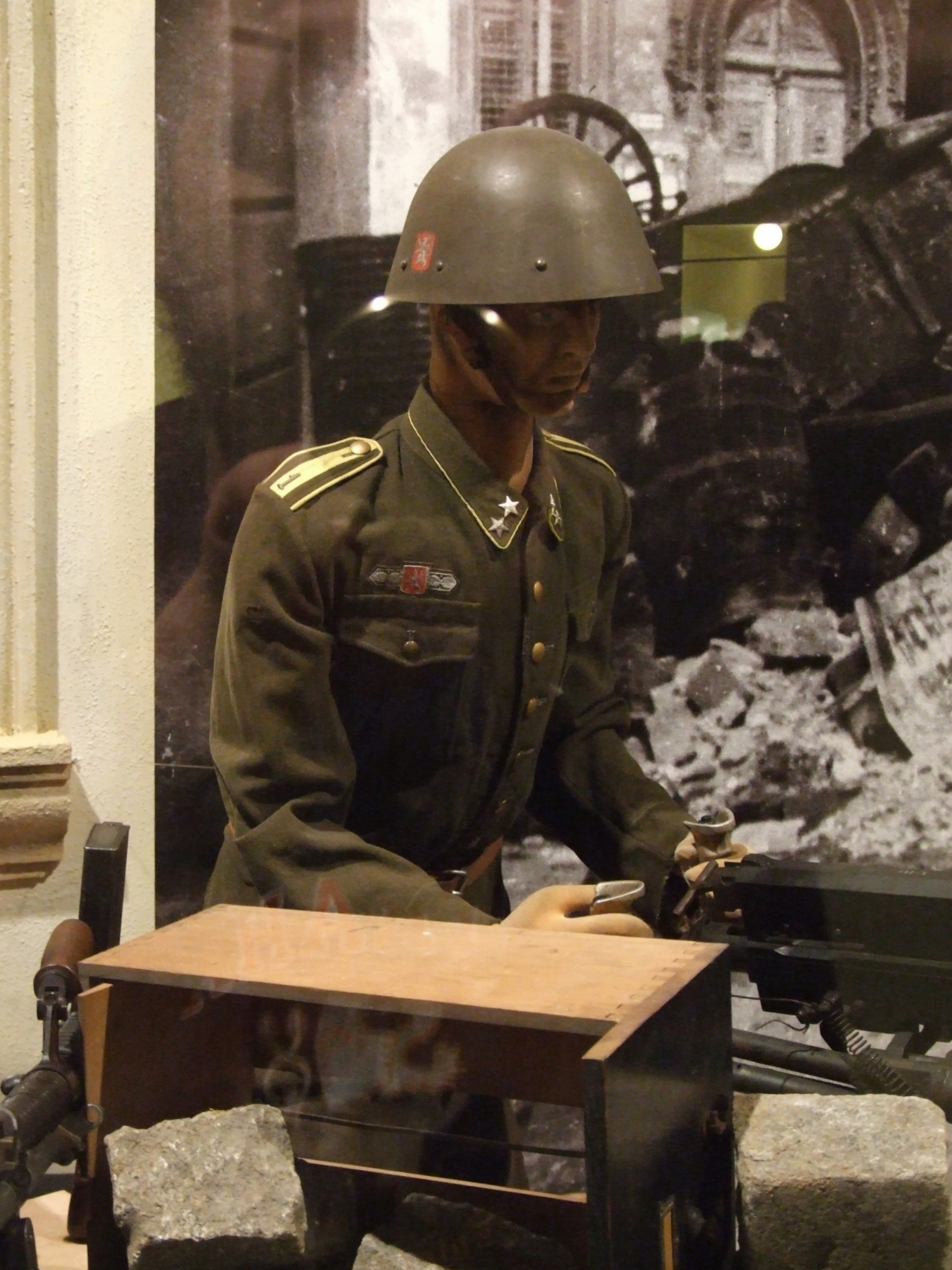
Mundur żołnierza Wojska Rządowego z 1 Batalionu w Pradze; scena z powstania praskiego (obsługuje on zdobyczny karabin maszynowy MG 151)

Vládní vojsko (niem. Regierungstruppe des Protektorats Böhmen und Mähren, pol. Wojsko Rządowe) – czeskie kolaboracyjne siły zbrojne w Protektoracie Czech i Moraw podczas II wojny światowej.

## Geneza
Po zajęciu Czech i Moraw przez wojska niemieckie 15 marca 1939 i proklamowaniu następnego dnia Protektoratu, okupowane obszary znalazły się pod zarządem wojskowym Wehrmachtu. Stan taki istniał do 15 kwietnia, kiedy Niemcy postanowili przywrócić czeskie władze polityczne.
Natomiast siły zbrojne powstały na początku czerwca w wyniku rozmów w Pradze pomiędzy Adolfem Hitlerem, protektorem Konstantinem von Neurathem i Wyższym Dowódcą SS i Policji w Protektoracie Karlem Hermannem Frankiem. Postanowili oni, że Protektorat będzie dysponował nielicznym i lekko uzbrojonym wojskiem pod nazwą Vládní vojsko.

## Organizacja i struktura formacji
Na czele Wojska Rządowego stanął generał Jaroslav Eminger, który sprawował funkcję szefa Generalnego Inspektoratu. W skład dowództwa wchodzili inni doświadczeni oficerowie wywodzący się z Wojska Czechosłowacji. Stan wyposażenia i uzbrojenia formacji na dzień 1 lipca 1939 wyglądał następująco: 5355 starych karabinów Mannlicher M1895, 1088 pistoletów ČZ 24, 360 karabinów maszynowych, prawie 1800 szabel, 6255 bagnetów, 1355 rowerów, 64 samochody, 199 ciężarówek i 240 motocykli plus 10% rezerw.
Stan organizacyjny do maja 1944 był następujący:
- Generalny Inspektorat w Pradze
  - I Inspektorat w Pradze – dowódca generał František Fabián, od stycznia 1942 generał Karel Pražák
    - 1 Batalion w Pradze (pełniący rolę jednostki reprezentacyjnej i ochraniającej prezydenta Protektoratu)
    - 2 Batalion w miejscowości Rakovník
    - 3 Batalion w miejscowości Písek
    - 4 Batalion w miejscowości Benešov (od 1943 Čáslav)
    - 5 Batalion w miejscowości Kutná Hora

  - II Inspektorat w Hradec Králové – dowódca generał Karel Procházka
    - 6 Batalion w Hradec Králové
    - 7 Batalion w miejscowości Josefov

  - III Inspektorat w Brnie – dowódca generał Eduard Horák
    - 8 Batalion w miejscowości Jičín
    - 9 Batalion w miejscowości Vysoké Mýto
    - 10 Batalion w miejscowości Bučovice
    - 11 Batalion w miejscowości Kostelec nad Orlicí
    - 12 Batalion w miejscowości Lipník nad Bečvou

Do końca 1939 jej liczebność miała osiągnąć 7 350 ludzi, w tym 280 oficerów, ale doszła jedynie do około 6,5 tysięcy ludzi. Szeregi formacji wzrastały jednak w kolejnych latach wojny, osiągając w 1943 prawie 7 tysięcy ludzi. Vládní vojsko miało stanowić siłę pomocniczą Wehrmachtu na obszarze Protektoratu. Do jej zadań należało utrzymanie porządku w kraju, ochrona linii kolejowych, likwidowanie skutków klęsk żywiołowych, prowadzenie wspólnych patroli z okupantami.
Niemcy sprawowali wojskowe zwierzchnictwo nad czeskimi siłami zbrojnymi w Protektoracie. Pierwszym przedstawicielem Wehrmachtu przy Generalnym Inspektoracie był generał Erich Friderici, którego w połowie 1941 zastąpił wojskowy attaché w Pradze generał major Rudolf Toussaint. W 1943 funkcję tę objął generał Ferdinand Schaal (zamieszany później w spisek przeciwko Hitlerowi), a od połowy 1944 ponownie generał Toussaint.

## Dzieje formacji
Kilka razy w historii formacji czeskie władze Protektoratu zgłaszały Niemcom propozycje wysłania jej na front wschodni, ale za każdym razem okupanci zdecydowanie odmawiali, obawiając się zdrady i dezercji Czechów. Pierwszy raz miał miejsce 3 lipca 1941, kiedy prezydent Protektoratu Emil Hácha oficjalnie zapytał protektora Konstantina von Neuratha o możliwość utworzenia Legionu Czeskiego do walki z Sowietami. Druga inicjatywa wykorzystania na froncie oddziałów Wojska Rządowego wyszła z Naczelnego Dowództwa Wehrmachtu (OKW) latem 1942. Wreszcie w styczniu 1943 propozycję użycia Czechów do walki z Sowietami ponownie zgłosił prezydent Hácha, silnie naciskany przez jednego z najważniejszych czeskich kolaborantów ministra szkolnictwa i oświaty Emanuela Moravca.
Ostatecznie jednak czescy żołnierze zostali wysłani do walki, ale nie przeciwko Armii Czerwonej. W maju 1944 Niemcy – coraz gorzej radzący sobie z ofensywą aliantów i rozrostem sił partyzanckich – postanowili wysłać do północnych Włoch większość sił Vládní vojsko. W protektoracie pozostał jedynie 1 Batalion stacjonujący w Pradze. Czesi mieli ochraniać strategicznie ważne obiekty i instalacje wojskowe oraz linie komunikacyjne. Jednakże krótko po przybyciu zdezerterowało kilkuset czeskich żołnierzy, którzy następnie przyłączyli się do partyzantów.
W tej sytuacji w październiku niemieckie dowództwo nakazało rozbroić pozostałych Czechów i skierować ich do prac roboczych. Podporządkowano ich tak zwanemu Najwyższemu Sztabowi Zatrudnienia Armii Rządowej Protektoratu Czech i Moraw we Włoszech. Dezercje, chociaż w mniejszej skali, trwały jednak przez cały czas, a pod koniec wojny zbuntowała się większa część Czechów, ponownie przechodząc na stronę partyzantów. Ok. 800 z nich wcielono pod koniec wojny do czechosłowackich jednostek wojskowych na Zachodzie.
Podobnie postąpili żołnierze 1 Batalionu, który został w kraju, gdyż wzięli udział w powstaniu praskim, jakie wybuchło 5 maja 1945 przeciwko Niemcom. Po zakończeniu wojny wielu wyższych oficerów Vládní vojsko zostało aresztowanych i skazanych za kolaborację.
Wojsko to należy odróżnić od tworzonej w ostatnich tygodniach wojny Ochotniczej Kompanii SS "Świętego Wacława".